# سعفة الفروة
سعفة الفروة أو السعفة الجازة (بالإنجليزية: Scalp Ringworm) هي نوع من أنواع سعفة الرأس.

## التعريف
أحد أشكال سعفة الرأس، وهي إصابة فطرية تصيب الأطفال وتشفى عادة عند البلوغ ونادراً ما تصيب الكبار بسبب تغير تركيب الزهم بعد البلوغ
المرض شديد السراية , تحصل العدوى بالتماس المباشر مع أطفال مصابين وقد تنتقل بالتماس مع الحيوانات
يختلف سكل الإصابة حسب الفطر المسبب للسعفة 
حيث تكون الإصابة بفطر البويغاء خارج الشعرية على شكل بقعة دائرية أو بيضوية مجزوزة الأشعار 
ذات حدود واضحة قطرها بحدود 2 سم . والجلد ضمنها ملتهب قليلاً ومتوسف وسوف دقيقة , قد تكون وحيدة أو متعددة
,الإصابة بفطر البويغاء الكلبية تكون متعددة وصغيرة وقد تصيب الجلد الأجرد
أما الإصابة بفطور داخل شعرية مثل الشعروية الجازة أو الشعروية البنفسجية فتظهر على شكل بقع صغيرة وسطحية والجلد فيها غير ملتهب
وتترك الأشعار المجزوزة مكانها نقطاً سوداء

سعفة الفروة

## تشخيص سعفة الفروة
باستعمال أشعة وود تتألق بلون أخضر ساطع
, تؤخذ الأشعار المصابة وتشفف بمحلول البوتاس الكاوي وتفحص مباشرة , أو بالزرع على وسط سابورو

## المعالجة
يمكن أن تشفى سعفة الفروة عفوياً عند البلوغ 
تعطى المعالجة الجهازية بالغريزيوفولفين بالإضافة لمضادات الفطور الخارجية